# Ileana Rodríguez
Ileana Rodríguez (n. Chinandega, 8 de octubre de 1939) es distinguida como profesora Emérita en Humanidades en la Universidad Estatal de Ohio, Estados Unidos y está afiliada al Instituto de Historia de Nicaragua y Centroamérica (IHNCA). Nacida en Nicaragua.
Rodríguez se graduó en Filosofía en la Universidad Nacional Autónoma de México en 1963 y también obtuvo una licenciatura en Filosofía en la Universidad de California, San Diego, Estados Unidos, en 1970. Terminó su doctorado en Literatura Hispánica también en la Universidad de California, San Diego en 1976.
Sus áreas de especialización son la literatura y cultura latinoamericanas, la teoría postcolonial y los estudios feministas y subalternos con un enfoque en las literaturas centroamericanas y del Caribe. Actualmente investiga los reportajes de periódicos de Nicaragua sobre diferentes tipos de abuso, como el incesto, la pedofilia y la violación.